# Configuració automotriu
La configuració automotriu, especifica on s'ubica el motor d'un automòbil així com quines són les rodes amb què duu a terme la tracció.

## Tracció davantera

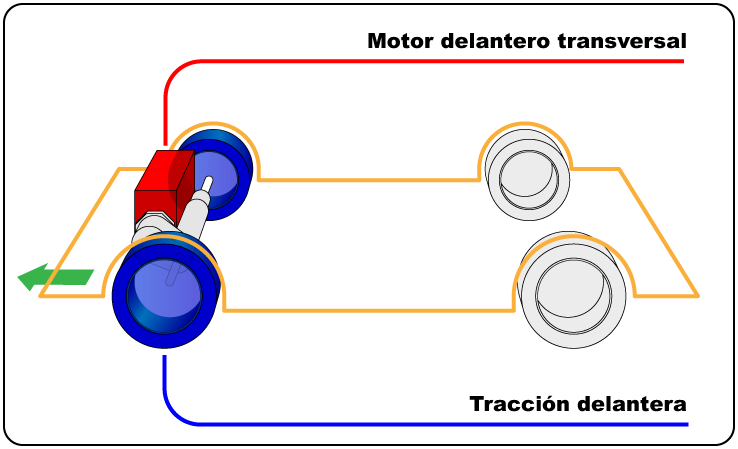
Motor davanter transversal/tracció davantera.

### Posicionament del motor
- Motor davanter transversal
- Motor davanter longitudinal
- Motor davanter longitudinal central

### Característiques
En un vehicle de  tracció davantera , denominat en anglès com "FWD» de Front Wheel Drive, l'impuls està donat a les rodes davanteres.
El disseny de tracció davantera amb motor davanter situa al motor en la part frontal del vehicle, tots els components del tren motriu (motor i transmissió), se situen de manera transversal o en alguns casos, longitudinal per davant de l'habitacle de passatgers, aquesta configuració permet espais per a passatgers més amplis particularment en vehicles compactes. A més, en portar el motor i la caixa de canvis sobre l'eix davanter, una concentració de pes en les rodes motrius afavoreixen l'adherència del pneumàtic, encara que si es fa una arrencada forta es produeix l'efecte contrari, en existir un desplaçament del pes cap enrere les rodes davanteres tendeixen a patinar.
En els cotxes amb tracció davantera les rodes motrius són més directrius, el que fa que el seu comportament vingui caracteritzat per una actitud que es denomina subviradora. Aquesta situació apareix quan en un gir es trepitja l'accelerador més del compte, llavors es pot apreciar que el gir real és menor que el que se li dona a les rodes a través del volant (el cotxe sub-vira) i el front de l'acte tendeix a marxar a l'exterior de la corba. La resposta lògica en aquests casos és deixar d'accelerar, moment en el qual el cotxe torna a mantenir la trajectòria de la corba.
L'òptima distribució del pes de cotxes tracció davantera és aproximadament de 60-40%, davant-posterior.
Una altra configuració és la del «motor central davanter longitudinal» amb tracció davantera, molt comú entre els anys 60 i 80 van ser els Renault 4, 5 i 6.

### Avantatges
- Estabilitat i control del vehicle en condicions normals.
- Millor tracció en neu i camins escabrosos.
- Millor utilització de l'espai total per a passatgers i càrrega per tenir un pis més pla.
- Menor pes total del vehicle.
- Menor consum de combustible.
- Menor cost de producció.

### Desavantatges
- El guardapols de goma de la junta de velocitat constant (Junta homocinètica) tendeix a trencar-se prematurament i requereix un servei bastant freqüent.
- semieixos davanters costosos.
- Complexitat tècnica del tren davanter.
- Propens al subviratge o sub-gir (understeer).
- Direcció de torsió (torque Steer), tendència de l'automòbil que es tiri cap a un costat en acceleració fort per tenir eixos de diferents llargs i pes en la configuració motor davanter transversal.

### Característiques de la carrosseria
- La tracció davantera és l'opció més lògica en les actuacions compactes no molt potents.
- La distribució del pes s'inclina cap a l'eix davanter.
- Possibilitat d'habitacles i carrosseria més baixos.
- Rodes davanteres ubicades cap enrere, més a prop de l'habitacle.
- Voladís davanter excel·lent per acomodar mecànica.
- Possible volada posterior curt per millor configuració d'espais.

## Tracció posterior

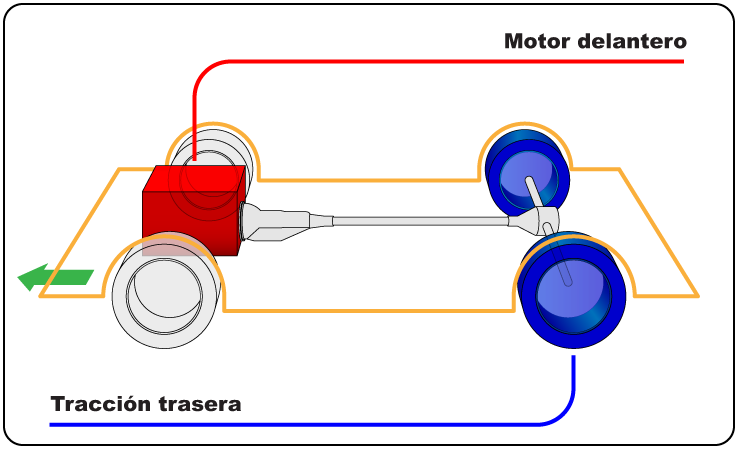
Motor davanter/tracció posterior.

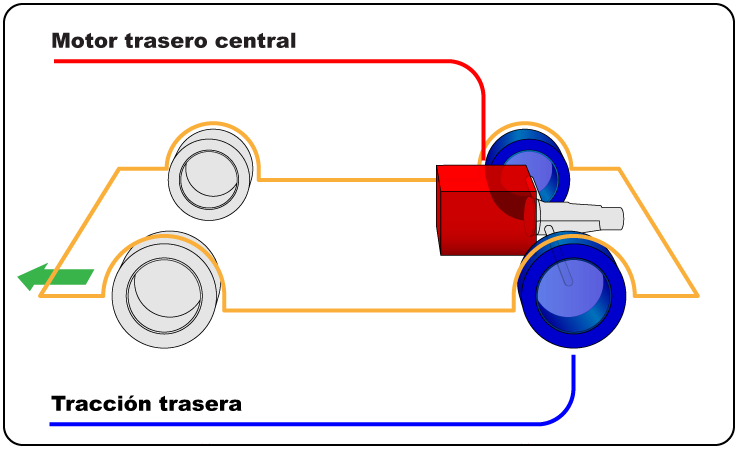
Motor central del posterior/tracció posterior.

### Posicionament del motor
- Motor davanter
- Motor davanter central
- Motor posterior
- Motor posterior central
- Motor posterior central transversal

### Característiques
En un vehicle de  tracció posterior , denominat en anglès com «RWD» de Rear Wheel Drive, l'impuls està donat en les rodas del posterior a través d'un eix cardan.
La distribució equilibrada del pes entre els eixos dels vehicles de tracció posterior, permet un millor exercici sobre la ruta i la motricitat és bona a causa del desplaçament del pes cap a les rodes motrius en fase d'acceleració per qual la millora.
El tracció posterior evita que l'acte subvira, encara que és propens a l'sobregiro i requereix que es giri menys per evitar fer una virolla o patinar.
La tracció del posterior és el millor pel que fa a esportivitat, ja que permet un repartiment de pesos més equitatiu i, per tant, una impressionant estabilitat, la tracció posterior és l'elecció dels apassionats del maneig i conductors entusiastes
Una altra configuració és el motor per davant però posterior de l'eix davanter (Motor central davanter), o davant però la caixa de canvis a la part del posterior, al costat del pont, característiques similars però amb l'avantatge que s'aconsegueix una distribució equilibrada del pes entre els eixos més favorable. Finalment, també es pot situar el motor, canvi i transmissió per posterior de l'eix posterior, o entre l'eix del posterior i el lloc de maneig. Les dues últimes configuracions es reserven per a models esportius, a la recerca d'una màxim control de direcció, d'una banda, i bona motricitat de l'altra.

#### Distribució de pesos
Distribució de pesos òptima entre eixos davanter-posterior en les següents configuracions:
- 52-48%; Motor davanter/tracció posterior.
- 50-50%; Motor davanter central/tracció posterior.
- 44-56%; Motor posterior/tracció posterior.
- 50-50%; Motor posterior central/tracció posterior.
- 48-52%; motor posterior central transversal/tracció posterior.

### Avantatges
- Distribució de pesos més uniformes en les quatre cantonades.
- Millor maniobrabilitat en tenir un pes millor distribuït el que ajuda en les corbes i al frenat.
- Millor estabilitat i adherència en camins d'asfalt o condicions climatològiques bones.
- Més apte amb motors de més potència.
- Més apte per a remolcs.
- Més robustos per separar les rodes de direcció amb les d'impulsió.
- El túnel al pis per a la transmissió i l'eix cardan permet major fortalesa estructural del pis.
- Mecànica més fàcil.
- Reducció del diàmetre de gir, millorant la seva maniobrabilitat en espais estrets.

### Inconvenients
- Menor utilització de l'espai total per a passatgers a l'habitacle per tenir un túnel al pis per a la transmissió i l'eix cardan.
- Més pes total del vehicle.
- Major consum de combustible.
- Major cost de producció.

### Característiques de la carrosseria
En la configuració de motor davanter:
- Rodes davanteres ubicades més cap al front, allunyant-se de l'habitacle, creant una volada davanter curt.
- Eix davanter allunyat de la porta davantera, el qual li afegeix caràcter i postura al vehicle.
- Major distància de batalla cap al front per als 6 cilindres en línia comparats amb els V8, V6 i quatre en línia.
- En la configuració de motor central-davanter, allargament del morro.

## Tracció a les quatre rodes

### Posicionament del motor
- Motor davanter  (en la majoria dels casos)

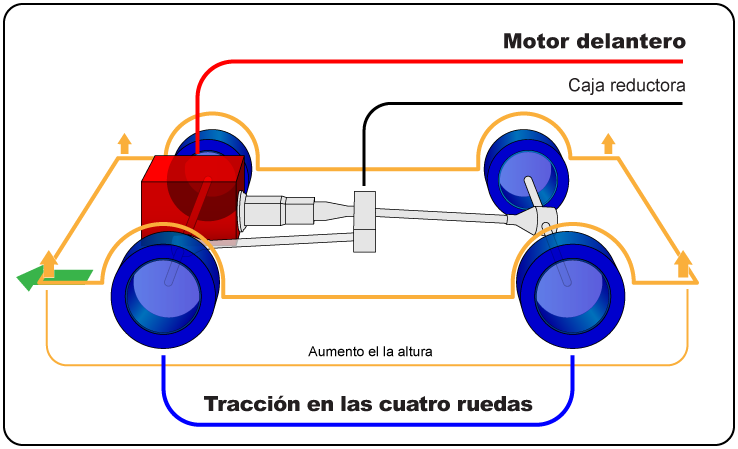
Motor davanter/tracció a les quatre rodes.

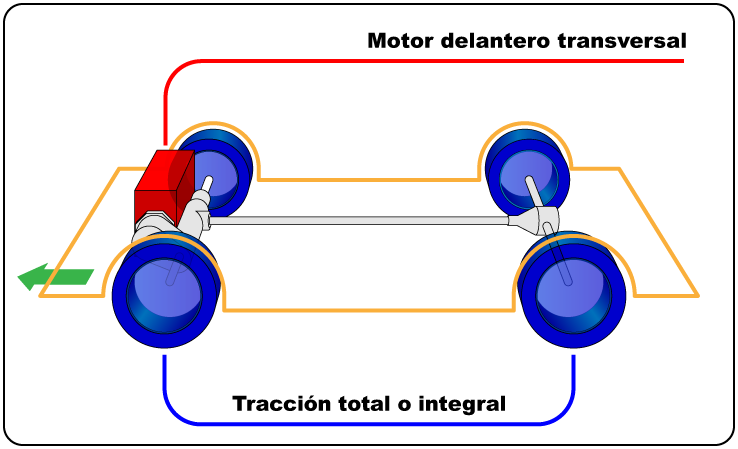
Motor davanter transversal/tracció a les quatre rodes.

La tracció a les quatre rodes (4x4), denominat en anglès com «4WD» de Four Wheel Drive, és un sistema de tracció en un automòbil en el qual totes les rodas poden rebre simultàniament la potència del motor. La majoria dels vehicles tot terreny i moltes camionetes pickup tenen tracció a les quatre rodes.
Aquest tipus de tracció està dominat avui dia també pel segment de vehicle esportiu utilitari que resulta de barrejar una camioneta pickup i un familiar, el Chevrolet Blazer, el Ford Bronco així com el Jeep Cherokee van ser els pioners i són la matriu dels molt comuns esportius utilitaris d'avui dia que inclouen models com el BMW xDrive i el Toyota Land Cruiser, i també el segment de vehicles esportius utilitaris compactes, i els esportius com l'Audi Quattro, o l'Audi TT.

### Característiques
La majoria de les configuracions de tracció a les quatre rodes deriven de vehicles de motor davanter amb tracció en dues rodes i el sistema 4x4 afegit. Aquestes cauen en dues categories:
- Els sistemes 4x4 derivats del « Motor davanter/Tracció posterior », en general com una opció o en automòbils de turisme, esportius i segments de vehicles esportius utilitaris. Precursors dels models actuals inclouen l'Jensen FF, AMC Eagle  (→ en)  i Mercedes-Benz W124  (→ en)  amb el sistema 4Matic  (→ en) .

- Els sistemes 4x4 basats en plataforma de « Motor davanter/Tracció davantera » amb motors transversals o longitudinals, en general com una opció o en models De-luxe, esportius i segments de vehicles esportius utilitaris compactes, com ara els motors transversals del Mitsubishi 3000GT VR-4  (→  a: Mitsubishi 3000GT VR-4)  i Toyota RAV4 i els motors longitudinals de la gamma Audi Quattro i la major part de la línia de Subaru.

Per a més informació sobre l'enginyeria mecànica veure l'article principal: Tracció a les quatre rodes.

### Avantatges
- Màxima tracció en neu i camins escabrosos.
- Excel·lent estabilitat i control del vehicle en condicions en carreteres amb una baixa adherència.

### Inconvenients
- Alt consum de combustible.
- Més pes total del vehicle.
- Major cost de producció.
- Major complexitat tècnica.
- Més quantitat i volum de peces mòbils.

### Característiques de la carrosseria
- Augment en l'altura de la carrosseria en la majoria de models.
- Llandes i Pneumàtics més grans